# Nimbya alternantherae
Nimbya alternantherae är en svampart som först beskrevs av Holcomb & Antonop., och fick sitt nu gällande namn av E.G. Simmons & Alcorn 1995. Nimbya alternantherae ingår i släktet Nimbya och familjen Pleosporaceae.   Inga underarter finns listade i Catalogue of Life.